# Laurence Colussi
Pour les articles homonymes, voir Colussi.
Laurence Colussi, née le 5 avril 1969 à Amiens, est une comédienne française.

## Biographie
Elle a reçu sa formation au CNR d'Amiens. Elle commence sa carrière en jouant Molière au théâtre de la Porte-Saint-Martin et passe aussi bien de la comédie de boulevard (Robert Lamoureux, Roger Ferdinand, Victorien Sardou…) à un théâtre d'auteur (Vera Feyder, Edmond Rostand, Hugo, Handke…). Elle a interprété en juillet 2012 Introspection de Peter Handke dans une mise en scène de Michel Vuillermoz dans le off du festival d'Avignon,. Elle travaille aussi pour la télévision, la publicité, le cinéma, et prête sa voix dans de nombreux films.

## Filmographie sélective

### Cinéma
- 2001 : Belphégor, le fantôme du Louvre de Jean-Paul Salomé : Louvre tour guide 2
- 2001 : Éloge de l'amour de Jean-Luc Godard
- 2002 : Une femme de ménage de Claude Berri : La femme à la terrasse
- 2002 : Décalage horaire de Danièle Thompson : L'Hôtesse
- 2004 : L'Enquête corse  de Alain Berbérian : L'hôtesse
- 2006 : L'Ivresse du pouvoir  de Claude Chabrol : Secrétaire ascenseur
- 2007 : Une chanson dans la tête  de Hany Tamba : La sœur de Bruno
- 2008 : Joueuse de Caroline Bottaro : Pina
- 2008 : C'est pour quand ? de Katia Lewkowicz : la mère du gros enfant

### Télévision
- 1990 : Salut les Musclés (épisode Le blues) : Amélie
- 1998 : Docteur Sylvestre (épisode Mémoire blanche) : Geneviève
- 2002 : H (épisode Une histoire de preuve) : le docteur Anne Guilloux
- 2002 : Julie Lescaut, épisode 1 saison 11, Une jeune fille en danger de Klaus Biedermann : Maryse Fichet
- 2006 : T'as pas une minute ?, mini-série de Christian Merret-Palmair
- 2008 : Plus belle la vie : Florence Deschamps (24 épisodes, saison 5)
- 2008 : Une suite pour deux, téléfilm de Didier Albert : Mère Guillaume
- 2009 : Ma sœur est moi, téléfilm de Didier Albert : Catherine
- 2010 : Alice Nevers, le juge est une femme, saison 8 épisode 3 : Annie Wagner

## Doublage

### Cinéma

#### Films
- Tara Reid dans :
  - Urban Legend (1998) : Sasha Thomas
  - Sexe Intentions (1999) : Marci Greenbaum
- Maria Bello dans :
  - Coyote Girls (2000) : Lil
  - World Trade Center (2006) : Donna McLoughlin
- 2001 : Charlotte Gray : Charlotte Gray / Dominique Gilbert (Cate Blanchett)
- 2003 : La Vie de David Gale : Constance Harraway (Laura Linney)
- 2005 : La Voix des morts : Sarah Tate (Deborah Kara Unger)
- 2005 : 40 ans, toujours puceau : Trish (Catherine Keener)
- 2008 : La Ville fantôme : Gwen (Téa Leoni)
- 2009 : Que justice soit faite : Kelly Rice (Regina Hall)

#### Films d'animation
- 2010 : Megamind : La mère de Megamind

## Théâtre
- 1992 : L'Amour foot de Robert Lamoureux, mise en scène Francis Joffo, Théâtre Antoine
- 2001 : Madame Sans Gêne de Victorien Sardou, mise en scène Alain Sachs, Théâtre Antoine
- 2011 : Madame Sans Gêne de Victorien Sardou, mise en scène Alain Sachs, Théâtre Antoine
- 2012 au théâtre du Verbe Fou Avignon :  Introspection de Peter Handke, mise en scène de Michel Vuillermoz